# Лонки (Воломінський повіт)
Лонки (пол. Łąki) — село в Польщі, у гміні Радзимін Воломінського повіту Мазовецького воєводства.
Населення — 336 осіб (2011).
У 1975-1998 роках село належало до Варшавського воєводства.

## Демографія
Демографічна структура станом на 31 березня 2011 року:
|          | Загалом | Допрацездатний вік | Працездатний вік | Постпрацездатний вік |
| -------- | ------- | ------------------ | ---------------- | -------------------- |
| Чоловіки | 170     | 52                 | 111              | 7                    |
| Жінки    | 166     | 43                 | 100              | 23                   |
| Разом    | 336     | 95                 | 211              | 30                   |